# Pierre Duvant
Pierre Duvant est un homme politique français né le 20 juillet 1758 à Néronde (Loire) et décédé à une date inconnue.
Homme de loi, maire de Néronde et juge suppléant au tribunal du département, il est député de Rhône-et-Loire de 1791 à 1792, siégeant dans la majorité.

## Sources
- « Pierre Duvant », dans Adolphe Robert et Gaston Cougny, Dictionnaire des parlementaires français, Edgar Bourloton, 1889-1891 [détail de l’édition]